# أرموت
آرموت (بالفارسية: آرموت) هي قرية تقع في إيران في Pain Taleqan Rural District. يقدر عدد سكانها بـ 135 نسمة حسب تقديرات عام 2006.